# WebCrawler
WebCrawler est un métamoteur qui rassemble les meilleurs résultats d'autres moteurs de recherche, dont Google, Yahoo!, Bing, Ask.com. Il fournit également la possibilité d'effectuer des recherches dans les actualités, dans des bases d'images, de contenus audio ou vidéo, ainsi que dans les pages jaunes et les pages blanches pour les États-Unis.
À l'origine, WebCrawler était un moteur de recherche à part entière. Il fut le premier à indexer le texte intégral des documents parcourus. Créé par Brian Pinkerton, chercheur à l'université de Washington, il fut publié le 20 avril 1994. 
Il fut acheté par AOL le 1er juin 1995 pour près d'un million de dollars et vendu à Excite le 1er avril 1997. WebCrawler est propriété de InfoSpace depuis 2001.

## Historique
WebCrawler fut lancé en avril 1994 avec une base de données d'environ 4000 sites internet. 
Un peu avant son lancement, en mars 1993, il générait une liste des meilleurs 25 sites.
Six mois plus tard, en novembre 1994, il gérait environ un million de requêtes sur différents thèmes.
Puis, un mois plus tard, en décembre 1994, WebCrawler gagne deux sponsors : DealerNet and Starwave. Ceux-ci lui garantissent de fonctionner jusqu'en 1995. 
À partir de octobre 1995, WebCrawler peut vivre de revenus publicitaires. Les annonces sont séparées des résultats de recherche.